# Lot 54 (Île-du-Prince-Édouard)
Lot 54 est un canton dans le comté de Kings, Île-du-Prince-Édouard, Canada. Il fait partie de la Paroisse St. George.

## Population
- 440 (recensement de 2001)[1]
- 435 (recensement de 2006)[1]
- 415 (recensement de 2011)[2]

## Communautés
Non-incorporé :
- Bridgetown
- Cardigan North
- DeGros Marsh
- Newport
- Primrose
- Strathcona
- Woodville Mills